# فرودگاه ارمولینو
فرودگاه ارمولینو (به روسی: аэропорт Ермолино) فرودگاهی عمومی واقع در بالابانوفو در کشور روسیه است.